# Kasturba Gandhi
Kastürbā Gāndhi (11 de abril de 1869 — 22 de fevereiro de 1944), também chamada por Ba, foi uma ativista pela independência da Índia e, durante sessenta e um anos, a esposa de Mahatma Gandhi.

## Carreira política
Kasturba juntou-se ao marido num protesto político. De 1904 a 1914, foi ativa no estabelecimento de Phoenix próximo Durban. Durante um protesto em 1913 pelas condições de trabalho dos indianos na África do Sul, Kasturba foi presa e sentenciada a três meses de trabalho duro na prisão. Mais tarde, na Índia, ficou várias vezes no lugar do marido, enquanto este preso. Em 1915, quando Gandhi retornou à Índia, Kasturba o acompanhou. Ensinou a higiene, a disciplina, a leitura e a escrita às mulheres e às crianças. Kasturba sofreu de bronquite crônica, que quase evoluiu para uma pneumonia. Ela morreu na prisão, de um ataque cardíaco severo em 22 de fevereiro de 1944.